# Porteri öt erő modell
A Porter 5 erő analízis Michael E. Porter (Harvard Business School) által 1979-ben létrehozott keretrendszer iparági analízisek és üzleti stratégia-fejlesztés végzéséhez. A rendszer az ipari szervezetökonómiára építkezik, hogy megkülönböztessen öt erőt, amelyek meghatározzák a verseny intenzitását egy adott piacon, és ebből adódóan annak vonzerejét is. A vonzerő ebben a kontextusban a teljes iparág jövedelmezőségére vonatkozik. Egy „nem vonzó” piacon ezen öt erő kombinációja lerontja a teljes jövedelmezőséget. Nagyon nem lenne vonzó egy olyan iparág, amely közelít a tökéletes piachoz, ahol az elérhető profit minden vállalat számára a normál profittal egyenlő.
A Porter által meghatározott öt erő közül három külső forrásokból származó, míg kettő belső fenyegetésekre vonatkozik.

Porter ezeket az erőket nevezte a mikrokörnyezetnek, ellentétben az általánosabb makrokörnyezet kifejezéssel. A mikrokörnyezet azokból a vállalathoz közeli erőkből áll, melyek befolyásolják vevői igénykielégítő és profittermelő képességét. Ha változás áll be bármelyik erőben, az általában megköveteli egy cégtől, hogy felülvizsgálja a piacát, mivel az iparági információk megváltoztak. Egy iparág vonzósága nem jelenti azt, hogy az ott tevékenykedő minden vállalatnak ugyanakkora lesz a jövedelmezősége, hiszen képesek lehetnek kihasználni belső kompetenciáikat, üzleti modellüket vagy kapcsolati hálójukat, hogy az iparági átlagnál magasabb profitot érjenek el. Ennek egy jó példája a légitársaságok. Az iparági jövedelmezőség alacsony, mégis egyéni cégek egyedi üzleti modelljeik segítségével képesek az iparági átlagnál magasabb hasznot kitermelni.

A porteri öt erő közül három a horizontális versenyre vonatkozik: a helyettesítő termékek és szolgáltatások, a versenytársak és az új belépők fenyegetése, kettő pedig a vertikális versenyre: a szállítók és a vevők alkuereje.

Ez az öt erő analízis csak egy része a porteri stratégiai modelleknek. A másik két elem az értéklánc és a versenystratégiák.
Porter az öt erő analízist az akkoriban elterjedt SWOT-analízisre válaszul alkotta meg, melyet ő nem tartott elég szigorúnak és általánosan használhatónak. A porteri öt erő az ipari szervezetökonómia struktúra-kivitelezés-teljesítmény paradigmáján alapul. Problémák széles skálájára alkalmazzák, vállalatok jövedelmezőségének növelésétől kormányok segítéséig iparágak stabilizálásában.

## Az öt erő

### Az új belépők fenyegetése
A magas hozamú, jövedelmező piacok vonzzák az új cégeket. Ez sok új belépőt jelent, ami pedig az iparági jövedelmezőség csökkenéséhez vezet. Hacsak az új vállalatok belépése a piacra nem korlátozható, a profitráta nullához fog közeledni (tökéletes verseny).
- Belépési korlátok léte (szabadalmak, jogok stb.) Az a szegmens a legvonzóbb, ahol a belépési korlátok magasak, a kilépés korlátai pedig alacsonyak. Így kevés új cég tud belépni, viszont a nem megfelelően teljesítő vállalatok könnyen ki tudnak lépni.
- Termékdifferenciálás
- Márkaérték
- Változó vagy elsüllyedt költségek
- Tőkeigények
- Elosztáshoz való hozzáférés
- Vásárlói márkahűség
- Abszolút költség
- Iparági jövedelmezőség; minél jövedelmezőbb egy iparág, annál vonzóbb lesz új versenytársak számára

### Helyettesítő termékek és szolgáltatások fenyegetése
Az általános határtermékeken kívüli termékek létezése növeli a vásárlók hajlamát arra, hogy más alternatívákat válasszanak. Megjegyzendő: ezt nem szabad összetéveszteni a versenytársak hasonló termékeivel, teljesen más termékekre vonatkozik. Például a csapvíz lehet helyettesítője a Coca-Colának, viszont a Pepsi egy versenytárs hasonló terméke. Ha a csapvíz-ivás fokozott marketinget kap, az csökkentheti a Pepsi és a Coca-Cola eladásait is, viszont ha a Pepsit erőteljesebben reklámozzák, valószínűleg az összes üdítőital-fogyasztás növekedne, ahogy a Pepsi részesedése is, a Coca-Cola kárán.
- Vásárlói hajlandóság a helyettesítésre
- A helyettesítő relatív ár/érték aránya
- A váltás költsége a vevőnek
- A termékdifferenciáltság vélt szintje
- A piacon elérhető helyettesítő termékek száma
- A helyettesítés könnyűsége. Az információ-alapú termékeket inkább helyettesítik, mivel az online termék könnyen helyettesítheti a materiális termékeket.
- Gyenge minőségű termék
- Minőség fontosságának csökkenése

### A vásárlók alkuereje
A vásárlók alkuerejét a kimeneti piacként is szokták jellemezni: a vevők képessége arra, hogy a céget nyomás alá helyezzék, amely kihat a vásárlók árérzékenységére is.
- Vásárló-vállalat koncentrációs arány
- A létező elosztási csatornáktól való függés mértéke
- Alkuelőny, főleg a magas állandó költséggel működő iparágaknál
- Vevői helyettesítési költségek aránya a vállalatokéhoz képest
- Vevői információk elérhetősége
- Létező helyettesítő termékek elérhetősége
- Vevői árérzékenység
- Termékegyediségből származó előny
- RFM analízis

### A beszállítók alkuereje
A beszállítók alkuerejét a bemeneti piacként is szokták leírni. A nyersanyag-, alkatrész-, munkaerőbeszállítók és a szolgáltatók (pl. szakértők) hatalommal bírhatnak a cég fölött, ha kevés alternatíva van. A beszállítók visszautasíthatják a vállalattal való munkát vagy például nagyon magas árakat szabhatnak meg egyedi forrásokra.
- A beszállítói helyettesítési költségek aránya a vállalatéhoz képest
- Az inputok differenciáltságának mértéke
- Az inputok hatása az árra vagy a differenciáltságra
- Helyettesítők jelenléte
- Az elosztási csatorna ereje
- Beszállító-vállalat koncentrációs arány
- Dolgozói szolidaritás (pl. szakszervezetek)
- Beszállítói verseny – a vertikális integráció és a vásárló kizárásának képessége

### Iparági verseny intenzitása
A legtöbb iparágban a verseny intenzitása határozza meg az iparág versenyképességét.
- Innováció segítségével fenntartható versenyképes előny
- Online és offline cégek közti verseny
- Reklámköltség mértéke
- Erőteljes versenyképes stratégia
- Rugalmasság személyreszabás, mennyiség és változatosság terén

## Használat
Stratégiai tanácsadók esetenként akkor használják a porteri öt erő modellt, amikor egy cég stratégiai pozícióját minőségi szempontból vizsgálják. Azonban a legtöbb tanácsadó számára a modell csak egy kiindulási pont vagy ’lista’. Esetleg az értékláncot használják utána. Mint minden általános modellt, egy analízist, amely egy adott szituáció konkrétumainak kizárására használja azt, naivnak tekintik.
Porter szerint az öt erő modellt üzleti szinten kellene használni; nem az iparági csoport vagy iparági szektor szintjén történő használatra tervezték. Egy iparágat egy alsóbb, alap szinten határoznak meg: egy piacon, ahol hasonló vagy szorosan összefüggő termékeket és/vagy szolgáltatásokat értékesítenek vevőknek. Egy olyan cégnek, amely egyetlen iparágban működik, legalább egy öt erő modellt kellene létrehoznia az iparágáról. Porter kiemeli, hogy diverzifikált vállalatok számára az első, alapvető probléma a vállalati stratégia meghatározásakor azon iparágak kiválasztása, amelyekben a cég versenyezni kíván, majd minden iparág számára el kell végezni a saját, specifikus öt erő elemzését. Átlagosan, világszinten 1000 cég működik 52 iparágban.

## Kritikák
Porter munkáját több más tudós és stratégiai szakértő megkérdőjelezte, köztük Stewart Neill is. Hasonlóan, az ABC, Kevin P. Coyne és Somu Subramaniamhoz hasonló szereplők állítják, hogy három megkérdőjelezhető feltételezés aláássa az öt erő modellt.
- A vásárlók, versenytársak és beszállítók nincsenek kapcsolatban, nem kommunikálnak és nincsenek egyetértésben egymással
- A strukturális előny az értékforrás (belépési gátak létrehozása)
- A bizonytalanság alacsony, megengedi a piaci szereplőknek, hogy előre tervezzenek és reagáljanak a versenytársak viselkedésére

A porteri modell egy fontos kiterjesztése található meg Adam Brandenburger és Barry Nalebuff (Yale School of Management) munkásságában, a 90-es évek közepén. A játékelméletet felhasználva, hozzáadták a modellhez a kiegészítők koncepcióját („a hatodik erő”), ezzel segítve a stratégiai szövetségek mögötti logika megértését. Az elképzelést, hogy a kiegészítők adják a hatodik erőt, gyakran társították Andrew Grove nevéhez (az Intel Corporation korábbi ügyvezetője). A legtöbb forrás szerint, a hatodik erő a kormány vagy a nyilvánosság. Martyn Richard Jones, a Groupe Bullnál működve tanácsadóként, kialakított egy továbbfejlesztett öt erő modellt 1993-ban Skóciában. Ez a porteri modellen alapul és tartalmazza a kormányzatot (nemzeti vagy regionális) és ún. befolyásoló csoportokat a elképzelt hatodik erőként. Ez a modell a Groupe Bull Tudásvagyon Menedzsment Szervezet (Knowledge Asset Management Organization) nevű kezdeményezésének körében végzett munka eredménye.

Porter közvetetten elutasította más erők bevezetését, az öt erőt befolyásoló „faktoroknak” nevezve az innovációt, kormányzatot és kiegészítő termékeket.

Szintén nem feltétlenül helytálló egy iparág vonzóságát a cég által az iparágba hozott forrásoktól függetlenül vizsgálni. Vitáznak arról, hogy ezt az elméletet társítani kell az erőforrás-alapú szemlélettel (Resourse-Based View, RBV) azért, hogy a cég egy sokkal szilárdabb stratégiát alakíthasson ki. Ez egy sokkal egyszerűbb perspektívát ad egy cég, üzletág vagy szervezet versenyképességének és pozíciójának elemzéséhez.

## Lásd még
- Coyne, K.P. and Sujit Balakrishnan (1996),Bringing discipline to strategy, The McKinsey Quarterly, No.4.
- Porter, M.E. (1979) How Competitive Forces Shape Strategy, Harvard Business Review, March/April 1979.
- Porter, M.E. (1980) Competitive Strategy, Free Press, New York, 1980.
- Porter, M.E. (2008) The Five Competitive Forces That Shape Strategy, Harvard business Review, January 2008.
- Ireland, Hoskisson, Understanding Business Strategy. SOUTH WESTERN.
- Rainer and Turban, Introduction to Information Systems (2nd edition), Wiley, 2009, pp 36–41.
- Kotler Philip, Marketing Management, Prentice-Hall, Inc. 1997
- Mintzberg, Ahlstrand and Lampel, Strategy Safari 1998.